# Pelikan Łowicz
Pelikan Łowicz – polski klub sportowy z Łowicza z IV ligi. Składa się z 11 drużyn – dwóch seniorskich oraz z dziewięciu juniorskich.

## Historia
- KS Pelikan został założony w kwietniu 1945 roku. Rozpoczął swoją działalność sportową od sekcji piłki nożnej. Pierwszą kadrę zawodniczą stanowili członkowie działających w konspiracji w okresie okupacji hitlerowskiej: drużyn Olimpii (śródmieście), Bzury (osiedle Górki) i Miejskiej Szkoły Olimpii. Gdy w kwietniu 1945 roku tuż po wyzwoleniu łowicki klub rozpoczął swoją działalność, to jego pierwsza kadrę zawodniczą stanowili w większości zawodnicy drużyn z lat okupacji[1].
- Wychowankami łowickiego klubu byli reprezentanci Polski: dyskobol Eugeniusz Wachowski (kapitan słynnego Wunderteamu), koszykarz Jerzy Piskun, Alicja Szewczyk, z d. Śmiałek (siatkówka). Mistrzostwo Polski zdobywały zawodniczki judo: Szczechowska i Magdalena Wideńska.
- Do wychowanków Pelikana należą także koszykarz Janusz Mróz (później AZS-AWF Warszawa), Jerzy Grzechociński i piłkarze: Zbigniew Czerbniak, Michał Adamczyk, Maciej Wyszogrodzki, Artur Wyczałkowski, Robert Wilk oraz reprezentanci Polski: Maciej Rybus i Przemysław Płacheta.
- W sezonie 1990/91 po raz pierwszy sekcja piłkarska klubu awansowała do III ligi, w której biało-zieloni grali nieprzerwanie przez szesnaście sezonów. W sezonie 2005/06 łowiczanie wywalczyli drugie miejsce, ale w barażach o II ligę zmierzyli się z Podbeskidziem Bielsko-Biała remisując u siebie 1:1 i przegrywając na wyjeździe 2:5 (w 82. minucie przy wyniku 2:2 zawodnik Pelikana nie wykorzystał rzutu karnego). W kolejnym sezonie łowiczanie znowu zajęli drugie miejsce, a barażach zespół trenera Jacka Cyzio pokonał Kmitę Zabierzów 2:0 (br.: Radosław Kowalczyk 20 i 50) i przegrał na wyjeździe 2:3 (br.: Kowalczyk 34 i Maciej Wyszogrodzki 90+3). W ten sposób Pelikan odniósł historyczny sukces awansując do II ligi.

## Sukcesy
- 3. miejsce w II lidze grupie wschodniej: 2012/13
- 1/16 finału Pucharu Polski

## Poprzednie sezony
- 1990/1991: 14. miejsce w III lidze
- 1991/1992: 4. miejsce w III lidze
- 1992/1993: 5. miejsce w III lidze
- 1993/1994: 8. miejsce w III lidze
- 1994/1995: 6. miejsce w III lidze
- 1995/1996: 6. miejsce w III lidze
- 1996/1997: 9. miejsce w III lidze
- 1997/1998: 5. miejsce w III lidze
- 1998/1999: 11. miejsce w III lidze
- 1999/2000: 6. miejsce w III lidze
- 2000/2001: 9. miejsce w III lidze
- 2001/2002: 5. miejsce w III lidze
- 2002/2003: 5. miejsce w III lidze
- 2003/2004: 13. miejsce w III lidze
- 2004/2005: 6. miejsce w III lidze
- 2005/2006: 2. miejsce w III lidze, porażka w barażach o II ligę
- 2006/2007: 2. miejsce w III lidze, wygrana w barażach i awans do II ligi
- 2007/2008: 18. miejsce w II lidze, spadek (w nowym sezonie zagra w nowo utworzonej II lidze)
- 2008/2009: 8. miejsce w II lidze gr. wschodniej
- 2009/2010: 10. miejsce w II lidze gr. wschodniej
- 2010/2011: 13. miejsce w II lidze gr. wschodniej
- 2011/2012: 14. miejsce w II lidze gr. wschodniej
- 2012/2013: 3. miejsce w II lidze gr. wschodniej
- 2013/2014: 13. miejsce w II lidze gr. wschodniej, spadek (z powodu połączenia II ligi gr. wschodniej i zachodniej)
- 2014/2015: 4. miejsce w III lidze gr. łódzko-mazowieckiej
- 2015/2016: 7. miejsce w III lidze gr. łódzko-mazowieckiej
- 2016/2017: 7. miejsce w III lidze gr. I
- 2017/2018: 11. miejsce w III lidze gr. I
- 2018/2019: 9. miejsce w III lidze gr. I
- 2019/2020: 5. miejsce w III lidze gr. I
- 2020/2021: 15. miejsce w III lidze gr. I
- 2021/2022: 12. miejsce w III lidze gr. I
- 2022/2023: 11. miejsce w III lidze, gr. I
- 2023/2024: 7. miejsce w III lidze, gr. I
- 2024/2025: 17. miejsce w III lidze, gr. I, spadek

## Wychowankowie Pelikana reprezentujący inne dyscypliny sportu
- dyskobol Eugeniusz Wachowski (kapitan słynnego Wonderteamu),
- koszykarz Jerzy Piskun,
- siatkarka Alicja Śmiałek-Szewczykowa

## Kadra
Stan na 4 września 2020
| Nr | Poz. | Piłkarz             |
| -- | ---- | ------------------- |
| 1  | BR   | Eryk Niemira        |
| 12 | BR   | Patryk Orzeł        |
|    | BR   | Mikołaj Pietrzak    |
| 3  | OB   | Piotr Tkacz         |
| 4  | OB   | Grzegorz Wawrzyński |
| 5  | OB   | Michał Żółtowski    |
| 7  | OB   | Dawid Kieplin       |
| 23 | OB   | Marcel Wnuk         |
| 27 | OB   | Kamil Woźniak       |
|    | OB   | Tomasz Kolus        |
| 6  | PO   | Jakub Jóźwiak       |
| 8  | PO   | Patryk Pomianowski  |

| Nr | Poz. | Piłkarz             |
| -- | ---- | ------------------- |
| 10 | PO   | Piotr Piekarski     |
| 11 | PO   | Maciej Wyszogrodzki |
| 14 | PO   | Damian Kozieł       |
| 16 | PO   | Krystian Kruk       |
| 20 | PO   | Krystian Mycka      |
| 22 | PO   | Filip Kowalczyk     |
| 24 | PO   | Jakub Wardzyński    |
|    | PO   | Patryk Papuga       |
|    | PO   | Hubert Matyjas      |
|    | PO   | Krystian Rutkowski  |
| 9  | NA   | Krystian Białas     |
| 26 | NA   | Jakub Bylewski      |